# Jimmy Clausen
James Richard "Jimmy" Clausen (født 21. september 1987 i Thousand Oaks, Californien, USA) er en amerikansk football-spiller, der spiller som quarterback for NFL-holdet Chicago Bears. Han kom ind i ligaen i 2010, og har tidligere repræsenteret Carolina Panthers.